# Portland
|  | Per a altres significats, vegeu «Portland (desambiguació)». |

Portland és una ciutat al nord-oest dels Estats Units d'Amèrica, al costat del riu Columbia i el riu Willamette. Portland té una població estimada de 562.690 habitants i és la ciutat més gran de l'estat d'Oregon, i seguint a Seattle i a Vancouver és la tercera més gran al Nord-oest Pacífic. La seva àrea metropolitana arriba a aproximadament els dos milions d'habitants, cosa que la converteix en la 24a ciutat més poblada dels Estats Units des del juliol de 2005. Coneguda mundialment com un gran centre d'art, cultura i comerç, Portland és la llar de gran varietat d'artistes.
El 2012, el diari britànic The Guardian va incloure a Portland a la llista dels cinc millors llocs del món per viure, al costat del districte de Cihangir, a Istanbul; la ciutat Santa Cruz de Tenerife, a Espanya; la costa nord de Maui, a Hawaii, i Sankt Pauli, a Hamburg.

## Història

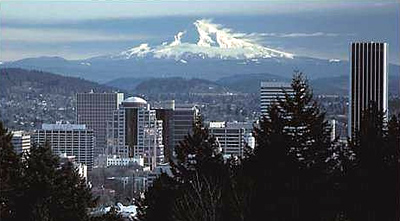
Horitzó de Portland

Portland va començar com un lloc conegut com "El Vaciar", que estava enmig d'Oregon City i el Fort Vancouver. El 1843, William Overton va veure un gran potencial comercial en aquesta terra, però va mancar dels fons requerits per a reclamar un terreny. Overton va tancar un tracte amb el seu soci Rosteix Lovejoy de Boston, Massachusetts: per 25¢, Overton compartiria el seu reclam de 2,6 km² amb el seu soci. Overton va vendre després la seva meitat del terreny a Francis W. Pettygrove de Portland (Maine). Pettygrove i Lovejoy desitjaven anomenar a la ciutat com el seu poble natal. Per veure qui li posava el nom, van llençar una moneda a l'aire i va guanyar Pettygrove.
En l'època de la seva incorporació el 1851, Portland tenia més de 800 habitants, un tren de vapor, un hotel en una cabana i un periòdic, l'Oregon Weekly. El 1879, la població havia crescut fins als 17.500 habitants.
La localització de Portland, a l'oceà Pacífic i al riu Columbia i a la vall de Tualatin, li va donar avantatge sobre els altres ports propers i la va fer créixer ràpidament: La ciutat de Portland es va transformar en el millor port del Pacífic Nord-oest durant molt de temps al segle xix, fins a 1890, quan el gran port de Seattle va ser connectat amb la resta de zones importants per tren, proporcionant una ruta sense la navegació traïdorenca del Riu Columbia. Durant aquest temps, la corrupció del govern era tal que estaven tàcitament permeses algunes activitats molt repugnants com el tràfic de blancs, i el segrest d'homes per a ser utilitzats com esclaus. Això va ser tan comú que una xarxa de túnels subterranis, coneguda com el "Metro de Portland" va ser construït per a efectuar tals pràctiques criminals tolerades per les autoritats. La primera referència de Portland com la "Ciutat de les Roses" va ser feta per visitants de l'Església Episcopal el 1888. El sobrenom va créixer en popularitat després de 1905, durant l'Exposició de Lewis i Clark, on l'alcalde Harry Lane va suggerir que aquesta ciutat necessitava tenir un "festival de les roses". El primer Festival de les roses de Portland va ser realitzat dos anys després, i més de cent anys després, encara encara és la principal festa anual de la ciutat.
Portland té una gran varietat d'activitats tant culturals com esportives. Els més coneguts són els Portland Trail Blazers (o simplement, Blazers) l'equip de bàsquet professional de l'NBA que juga al Moda Center i en el qual es pot veure jugar el balear Rudy Fernández. S'han realitzat intents d'atreure un equip de les Grans Lligues a la ciutat fins, ara sense succés. I també és seu d'importants companyies com Nike, que té base a Beaverton a només 15 minuts de Portland.
L'Aeroport Internacional de Portland (PDX) comunica la ciutat amb tota la resta del país i a més de vols directes a Mèxic, Alemanya i Japó.
En aquesta ciutat passà la infància Matt Groening i Els Simpsons hi són basats. Matt Groening va viure al 742 del carrer Evergreen Terrace.

## Llocs d'interès
- Portland Art Museum

## Persones cèlebres

### Autors
- Chuck Palahniuk.
- Matt Groening.
- John Reed.

### Músics
- The Decemberists.
- The Dandy Warhols.
- Ethelinda Smith (1884-[...?]) cantant.

### Cineastes
- Gus Van Sant.

### Actors
- Bruce Abbott.

### Científics
- Linus Carl Pauling (1901-1994) químic, Premi Nobel de Química de l'any 1954 i Premi Nobel de la Pau de l'any 1962.

## Ciutats agermanades amb Portland
- Ashkelon, Israel
- Bolonya, Itàlia
- Corinto, Nicaragua
- Guadalajara (Jalisco, Mèxic)
- Kaohsiung, Taiwan
- Khabarovsk, Rússia
- Mutare, Zimbàbue
- San Pedro Sula, Hondures
- Sapporo, Japó
- Suzhou, Xina
- Ulsan, Corea del Sud